# Fear: Trump in the White House
Fear: Trump in the White House er en bog af den amerikanske journalist Bob Woodward om Donald Trumps præsidentskab. Bogen blev udgivet den 11. september 2018. Woodward har baseret bogen på hundredvis af timers interviews med medlemmer af Trump administration. Bogens udgiver, Simon & Schuster meddelte, at det havde solgt 1,1 mio. eksemplarer (på tværs af alle formater) i den første uge efter udgivelsen, hvilket gør bogen til den hurtigst sælgende i selskabets historie.